# Mirkovci
Mirkovci su selo pored Vinkovaca. Nalaze se jugoistočno od grada, iza željezničke pruge, postoji još jedna pruga koja prolazi kroz Mirkovce (naselje između tih dviju pruga se pak naziva Prišinci).

## Stanovništvo
| broj stanovnika | 861   | 971   | 1198  | 1169  | 1198  | 1215  | 1219  | 1314  | 1414  | 1655  | 2121  | 2499  | 2940  | 3233  | 2673  | 3283  | 2731  |
|                 | 1857. | 1869. | 1880. | 1890. | 1900. | 1910. | 1921. | 1931. | 1948. | 1953. | 1961. | 1971. | 1981. | 1991. | 2001. | 2011. | 2021. |

## Povijest
Mirkovci se prvi put spominju 1475. godine. Zabilježeni su u Pećkom i u Vodničkom pomeniku.
Godine 1733. imali su 70-80 glava, a 1734. 60 domova, 1736. spao je broj domova na 31. Snažno naseljavanje Mirkovaca događalo se sljedećih deset godina. 1744. godine su imali 100 domova. 1766. godine su imali 115 domova, a 1791. 107 domova sa 791 dušom. Do 1810. godine broj duša se smanjio, jer su se neke obitelji preselile u “Tursku”, tj. Bosnu ili Srbiju. Godine 1810. su imali 125 domova, a 1808. 738 duša.
Mirkovce su uglavnom naselile lička, sjevernodalmatinska, baranjska i istočnobosanska srpska struja.
Godine 1857. u Mirkovcima je bio 861 stanovnik, 1880. ih je bilo 1.198 koliko i 1900. godine. Deset godina kasnije broj stanovnika je nešto porastao – na 1.215 od toga "Muških 605, Ženskih 610, pravoslavnih 1.135, rimokatolika 77 (od toga 37 Mađara i 9 Nijemaca), od muških čita i piše 358, a od ženskih 314".
Godine 1921. je u selu bilo 1.219, a 1931. 1.314 žitelja – od toga je bilo "1.190 pravoslavnih, 107 rimokatolika, 2 protestanta, 14 ostalih kršćana i 1 musliman".
Zahvaljujući doseljavanju poslije Drugog svjetskog rata, iz područja odakle su Srbi tradicionalno dolazili, u selu je 1948. godine bilo 1.414 žitelja. Svi ostali poslijeratni popisi, također, bilježe rast stanovništva – 1961. 2.121; 1971. 2.499; 1981. 2.940 žitelja od kojih 2.600 Srba.
Za vrijeme Domovinskog rata 1990./1991. godine, Mirkovci su bili jako uporište raznih srpskih paravojnih snaga, a zbog blizine gradu Vinkovcima, neke od najvećih borba u ratu su se vodile upravo na poljima između Mirkovaca i Vinkovaca. Vinkovački silos je vrlo blizu sela i često je granatiran iz tog pravca, kao i obližnji gradski kvartovi (najbliži je Radićev blok).
Nakon mirne reintegracije 1998. godine, značajan broj Mirkovčana je počeo prodavati svoje kuće i seliti u Srbiju ili drugdje u inozemstvo, pa se zbog toga povećava udio Hrvata, a smanjuje broj Srba u tom dijelu Vinkovaca. Procjenjuje se da danas u Mirkovcima oko 70 % stanovništva čine Hrvati dok je Srba oko 30 %. Mirkovci su 1991. godine imali 3.233 stanovnika, 2001. godine 2.673 stanovnika, dok se zbog doseljavanja broj stanovnika 2011. povećao na 3.283.

## Religija
U Mirkovcima postoje pravoslavni Hram sv. Nikole iz 1813. i Hram sv. velikomučenika Pantelejmona iz 1910. godine, a od 2010. godine i katolička crkva Blaženog Alojzija Stepinca

## Obrazovanje
U naselju djeluje osmogodišnja osnovna škola Nikola Tesla, osnovana 1759. godine. Od 2012. gradila se nova školska zgrada koja je dovršena 2019. kada su i učenici krenuli u nju.

## Šport
- NK Hajduk Mirko Mirkovci
- NK Hrvatski Sokol Mirkovci

Tijekom 70-ih i 80-ih godina 20. stoljeća, u naselju je postojao nogometni klub NK Sloga Mirkovci, koji se natjecao u najnižem rangu.